# Capistrano (Kalabrien)
Capistrano ist eine süditalienische Gemeinde (comune) mit 954 Einwohnern (Stand 31. Dezember 2023) in der Provinz Vibo Valentia in Kalabrien.

## Geographische Lage
Die Gemeinde liegt etwa 16,5 Kilometer ostnordöstlich von Vibo Valentia und grenzt unmittelbar an die Provinz Cosenza. Am Westrand der Gemeinde entlang führt die Strada statale 110 di Monte Cucco e Monte Pecoraro von Monasterace nach Pizzo. Die Nachbargemeinden sind Chiaravalle Centrale (CZ), Filogaso, Maierato, Monterosso Calabro, San Nicola da Crissa, San Vito sullo Ionio (CZ) und Torre di Ruggiero (CZ).